# 국제
국제(國際, 영어: International)는 한 곳, 한 나라에 머무르지 않고 여러 개의 나라를 상호적으로 연결하는 것을 말한다. 세계적인 규모의 개념에서 이 낱말이 쓰인다. 오늘날 거의 모든 국가에서 사회, 경제, 정치, 문화, 정보를 비롯한 모든 면에서 국제화가 진행되고 있다.

## 용어의 기원
"국제"의 영어 낱말 인터내셔널(international)은 1780년에 출판을 위해 인쇄되고 1789년에 출판된 "Introduction to Principles of Morals and Legislation"라는 책에서 제러미 벤담이 만들어낸 용어이다. 이 용어는 1801년에 프랑스어로 채택되었다.

## 같이 보기
- 국제화
- 국제 공항
- 국제 관계
- 국제 교류
- 국제 연합
- 인터내셔널

## 참고 문헌
- Ankerl, Guy (2000). 《Global communication without universal civilization》. INU societal research. Vol.1: Coexisting contemporary civilizations : Arabo-Muslim, Bharati, Chinese, and Western. Geneva: INU Press. ISBN 2-88155-004-5.